# U 101 (U-Boot, 1940)
U 101 war ein deutsches U-Boot vom Typ VII B, das im Zweiten Weltkrieg von der deutschen Kriegsmarine eingesetzt wurde.

## Geschichte
Der Auftrag für das Boot wurde am 15. Dezember 1937 an die Germaniawerft in Kiel vergeben. Die Kiellegung erfolgte am 31. März 1939, der Stapellauf am 13. Januar 1940, die Indienststellung unter Kapitänleutnant Fritz Frauenheim am 11. März 1940.
Das Boot gehörte nach seiner Indienststellung bis zum 28. Februar 1942 als Ausbildungs- und Frontboot zur 7. U-Flottille in Kiel bzw. St. Nazaire. Vom 1. März 1942 bis zum 31. März 1942 war es Ausbildungsboot in der 26. U-Flottille in Pillau sowie vom 1. April 1942 bis zum 31. August 1942 Schulboot in der 21. U-Flottille der 1. U-Lehrdivision. Vom 1. September 1942 bis zum 31. August 1943 war es Ausbildungsboot bei der 24. U-Flottille in Memel und vom 1. September 1943 bis zu seiner Außerdienststellung am 21. Oktober 1943 bei der 23. U-Flottille in Danzig. Nach der Außerdienststellung diente U 101 bis zu seiner Sprengung am 3. Mai 1945 als Schießstandboot bei der 3. U-Lehrdivision.

## Einsatzstatistik
U 101 lief zu zehn Unternehmungen aus, auf denen 23 Schiffe mit 118.529 BRT versenkt und zwei Schiffe mit 9.113 BRT beschädigt wurden.

### Erste Unternehmung
Das Boot lief am 29. April 1940 um 4.00 Uhr von Kiel aus und lief am 3. Mai 1940 um 15:18 Uhr in Trondheim ein. Es lief am 5. Mai 1940 um 19:30 Uhr wieder von Trondheim aus, und am 10. Mai 1940 um 10:45 Uhr wieder in Kiel ein. Auf dieser elf Tage dauernden Transportunternehmung nach Trondheim, wurde Munition, Benzin sowie ein 8,8-cm-Geschütz nach Norwegen gebracht. Es wurden keine Schiffe versenkt oder beschädigt.

### Zweite Unternehmung
Das Boot lief am 21. Mai 1940 um 0.00 Uhr von Kiel aus und lief am 25. Juni 1940 um 22.05 Uhr wieder dort ein. Auf dieser 36 Tage dauernden und 6.786 sm langen Unternehmung in die Biscaya, vor Brest, dem Ärmelkanal vor Land’s End, Kap Finisterre und westlich von Spanien, wurden sieben Schiffe mit 42.022 BRT versenkt.
- 30. Mai 1940: Versenkung des britischen Dampfers Stanhall (Lage) mit 4.831 BRT. Der Dampfer wurde durch einen G7a-Torpedo versenkt. Er hatte 7.630 t Zucker und 350 t Zwiebeln geladen und war auf dem Weg von Townsville nach Liverpool. Es gab einen Toten und 36 Überlebende.
- 31. Mai 1940: Versenkung des britischen Dampfers Orangemoor (Lage) mit 5.775 BRT. Der Dampfer wurde durch einen G7e-Torpedo versenkt. Er hatte 8.150 t Eisenerz geladen und befand sich auf dem Weg von Bona nach Tyne. Das Schiff gehörte zum Konvoi HGF-31 mit 29 Schiffen. Es gab 18 Tote und 22 Überlebende.
- 2. Juni 1940: Versenkung des britischen Dampfers Polycarp (Lage) mit 3.577 BRT. Der Dampfer wurde durch einen G7e-Torpedo versenkt. Er hatte 900 t Kork, 500 t Paranüsse, 80 t Gummi sowie 50 t Felle geladen und befand sich auf dem Weg von Pará nach Heysham und Liverpool. Es gab keine Verluste, 43 Überlebende.
- 11. Juni 1940: Versenkung des griechischen Dampfers Mount Hymettus (Lage) mit 5.820 BRT. Der Dampfer wurde durch einen G7a-Torpedo versenkt. Er fuhr in Ballast und war auf dem Weg von Bilbao nach New York. Es gab keine Verluste, 24 Überlebende.
- 12. Juni 1940: Versenkung des britischen Dampfers Earlspark (Lage) mit 5.250 BRT. Der Dampfer wurde durch einen G7e-Torpedo versenkt. Er hatte 7.500 t Kohle geladen und war auf dem Weg von Sunderland nach Bordeaux. Es gab sieben Tote und 31 Überlebende.
- 14. Juni 1940: Versenkung des griechischen Dampfers Antonis Georgandis (Lage) mit 3.557 BRT. Der Dampfer wurde durch 91 Schuss Artillerie versenkt. Er hatte Mais und Weizen geladen und befand sich auf dem Weg von Rosario nach Limerick. Es war ein Totalverlust.
- 16. Juni 1940: Versenkung des britischen Motorschiffes Wellington Star (Lage) mit 13.212 BRT. Das Schiff wurde durch einen G7e-Torpedo und 31 Schuss Artillerie versenkt. Es hatte Gefrierfleisch, Getreide und Stückgut geladen und befand sich auf dem Weg von Sydney und Melbourne über Panama nach Falmouth. Es gab keine Verluste, 69 Überlebende.

### Dritte Unternehmung
Das Boot lief am 9. August 1940 um 16.00 Uhr von Kiel aus und lief am 16. September 1940 um 19.00 Uhr in Lorient ein. Auf dieser 38 Tage dauernden und 5.486 sm langen Unternehmung in den Nordatlantik und dem Nordkanal, wurden drei Schiffe mit 12.311 BRT versenkt.
- 19. August 1940: Versenkung des britischen Dampfers Ampleforth (Lage) mit 4.576 BRT. Der Dampfer wurde durch einen G7e-Torpedo versenkt. Er fuhr in Ballast und war auf dem Weg von Kingston upon Hull nach Jacksonville. Das Schiff war ein Nachzügler des Konvois OA-199 mit 29 Schiffen. Es gab neun Tote und 29 Überlebende.
- 28. August 1940: Versenkung des finnischen Dampfers Elle (Lage) mit 3.868 BRT. Der Dampfer wurde durch einen G7e-Torpedo versenkt. Er hatte Holzspulen geladen und befand sich auf dem Weg von Campbellton (New Brunswick) nach Ardrossa (Großbritannien). Das Schiff gehörte zum Konvoi SC-1. Es gab zwei Tote und 27 Überlebende.
- 1. September 1940: Versenkung des griechischen Dampfers Efploia (Lage) mit 3.867 BRT. Der Dampfer wurde durch einen G7e-Torpedo versenkt. Er fuhr in Ballast und war auf dem Weg von Liverpool nach Father Point. Das Schiff war ein Nachzügler des Konvois OB-205. Es gab keine Verluste.

### Vierte Unternehmung
Das Boot lief am 5. Oktober 1940 um 18.30 Uhr von Lorient aus und lief am 24. Oktober 1940 um 11:40 Uhr wieder dort ein. Auf dieser 19 Tage dauernden Unternehmung in den Nordatlantik, der Rockall-Bank und dem Nordkanal, wurden vier Schiffe mit 14.616 BRT versenkt und ein Schiff mit 4.155 BRT beschädigt.
- 12. Oktober 1940: Versenkung des kanadischen Dampfers Saint Malo (Lage) mit 5.779 BRT. Der Dampfer wurde durch einen G7a-Torpedo versenkt. Er hatte 7.274 t Stückgut inklusive Stahl und Getreide geladen und befand sich auf dem Weg nach Liverpool. Das Schiff war ein Nachzügler des Konvois HX-77. Es gab 28 Tote und 16 Überlebende.
- 18. Oktober 1940: Versenkung des britischen Dampfers Creekirk (Lage) mit 3.971 BRT. Der Dampfer wurde durch zwei G7e-Torpedos versenkt. Es hatte 5.900 t Eisenerz geladen und befand sich auf dem Weg von Wabana (Conception Bay) über Sydney nach Workington. Das Schiff gehörte zum Konvoi SC-7 mit 35 Schiffen. Es war ein Totalverlust mit 36 Toten.
- 18. Oktober 1940: Beschädigung des britischen Dampfers Blairspey mit 4.155 BRT. Der Dampfer wurde durch einen G7e-Torpedo beschädigt. Das Schiff gehörte zum Konvoi SC-7 mit 35 Schiffen. Der Dampfer wurde am 19. Oktober 1940 nochmals von U 100 torpediert. Er strandete am 25. Oktober 1940 in der Kames Bay und wurde zum Totalverlust.
- 19. Oktober 1940: Versenkung des britischen Dampfers Assyrian (Lage) mit 2.962 BRT. Der Dampfer wurde durch einen Torpedo versenkt. Er hatte 3.700 t Getreide sowie neun Passagiere an Bord und befand sich auf dem Weg von New Orleans über Sydney (Nova Scotia) nach Liverpool. Das Schiff gehörte zum Konvoi SC-7 mit 35 Schiffen. Es gab 17 Tote und 31 Überlebende.
- 19. Oktober 1940: Versenkung des niederländischen Dampfers Soesterberg (Lage) mit 1.904 BRT. Der Dampfer wurde durch einen Torpedo versenkt. Er hatte 2.370 m³ Grubenholz geladen und befand sich auf dem Weg von Chatham (Neubraunschweig) nach Kingston upon Hull. Das Schiff gehörte zum Konvoi SC-7 mit 35 Schiffen. Es gab sechs Tote.

### Fünfte Unternehmung
Das Boot lief am 24. November 1940 um 13.00 Uhr von Lorient aus und lief am 7. Dezember 1940 um 13.30 Uhr wieder dort ein. Auf dieser 13 Tage dauernden und 2.769 sm langen Unternehmung in den Nordatlantik, westlich von Irland, wurden vier Schiffe mit 22.483 BRT versenkt und ein Schiff mit 4.958 BRT beschädigt.
- 30. November 1940: Versenkung des britischen Dampfers Aracataca mit 5.378 BRT. Der Dampfer wurde durch zwei G7e-Torpedos versenkt. Er hatte 1.600 t Bananen sowie zwei Passagiere an Bord und befand sich auf dem Weg von Port Antonio über Halifax nach Avonmouth. Das Schiff gehörte zum Konvoi HX-90 mit 35 Schiffen. Es gab 36 Tote und 34 Überlebende.
- 1. Dezember 1940: Versenkung des britischen Dampfers Kavak (Lage) mit 2.782 BRT. Der Dampfer wurde durch einen G7a-Torpedo versenkt. Er hatte 1.745 t Bauxit und 1.650 t Pech geladen und befand sich auf dem Weg von Demerara über Halifax (Nova Scotia) nach Newport. Das Schiff gehörte zum Konvoi HX-90 mit 35 Schiffen. Es gab 25 Tote und 16 Überlebende.
- 1. Dezember 1940: Versenkung des britischen Tankers Appalachee (Lage) mit 8.826 BRT. Der Tanker wurde durch einen G7e-Torpedo versenkt. Er hatte 11.706 t Flugbenzin geladen und befand sich auf dem Weg von Baytown über die Bermudas nach Avonmouth. Das Schiff gehörte zum Konvoi HX-90 mit 35 Schiffen. Es gab sieben Tote und 32 Überlebende.
- 1. Dezember 1940: Beschädigung des britischen Dampfers Loch Ranza mit 4.958 BRT. Das Schiff wurde durch einen Torpedo beschädigt. Es hatte Holz und Weizen geladen und befand sich auf dem Weg von den Bermudas nach Swansea gehörte zum Konvo HX-90 mit 35 Schiffen. Es erreichte im Schlepp am 9. Dezember 1940 die Rothesay Bay, wurde in Glasgow repariert und 1942 von japanischen Flugzeugen versenkt.
- 2. Dezember 1940: Versenkung des britischen Motorschiffes Lady Glanely (Lage) mit 5.497 BRT. Das Schiff wurde durch einen G7e-Torpedo versenkt. Es hatte 2.000 t Weizen und 6.125 Bauholz geladen und befand sich auf dem Weg von Vancouver über Panama und den Bermudas nach London. Es gehörte zum Konvoi HX-90 mit 35 Schiffen. Es war ein Totalverlust mit 32 Toten.

### Sechste Unternehmung
Das Boot lief am 23. Januar 1941 um 15:20 Uhr von Lorient aus und lief am 19. Februar 1941 um 12.00 Uhr wieder dort ein. Auf dieser 32 Tage dauernden und 5.065 sm langen Unternehmung in den Nordatlantik, südwestlich von Irland, wurden zwei Schiffe mit 10.699 BRT versenkt.
- 14. Februar 1941: Versenkung des britischen Dampfers Holystone mit 5.462 BRT. Der Dampfer wurde durch zwei Torpedos versenkt. Er fuhr in Ballast (zwei Passagiere) und war auf dem Weg von Hull über Oban nach Halifax (Nova Scotia). Das Schiff gehörte zum Konvoi OB-284 mit 35 Schiffen. Es war ein Totalverlust mit 40 Toten.
- 17. Februar 1941: Versenkung des britischen Dampfers Gairsoppa (Lage) mit 5.237 BRT. Der Dampfer wurde durch zwei Torpedos versenkt. Er hatte 2.600 t Roheisen, 1.765 t Tee, 2.369 t Stückgut sowie Silberbarren im Wert von 600.000 Pfund an Bord und befand sich auf dem Weg von Kalkutta über Freetown nach London. Das Schiff war ein Nachzügler des Konvois SL-64 mit 28 Schiffen. Es gab 84 Tote und einen Überlebenden.

### Siebente Unternehmung
Das Boot lief am 24. März 1941 um 17.00 Uhr von Lorient aus und lief am 2. Mai 1941 um 8:45 Uhr wieder dort ein. Auf dieser 39 Tage dauernden und zirka 5.960 sm langen Unternehmung in den Nordatlantik, wurden keine Schiffe versenkt oder beschädigt.

### Achte Unternehmung
Das Boot lief am 28. Mai 1941 um 20.30 Uhr von Lorient aus und lief am 4. Juli 1941 um 13.18 Uhr wieder dort ein. Auf dieser 37 Tage dauernden Unternehmung in den Mittelatlantik, wurden zwei Schiffe mit 11.644 BRT versenkt.
- 4. Juni 1941: Versenkung des britischen Dampfers Trecarrell (Lage) mit 5.271 BRT. Der Dampfer wurde durch zwei Torpedos und Artillerie versenkt. Er fuhr in Ballast und war auf dem Weg von Hull nach Father Point (New Brunswick). Das Schiff gehörte zum Aufgelösten Konvoi OB-327 mit 46 Schiffen. Es gab vier Tote und 43 Überlebende.
- 9. Juni 1941: Versenkung des britischen Dampfers Silverpalm (Lage) mit 6.373 BRT. Der Dampfer wurde durch einen G7e-Torpedo versenkt. Er hatte 9.000 t Stückgut sowie drei Passagiere an Bord und befand sich auf dem Weg von Kalkutta (Indien) über Kapstadt nach Glasgow. Es war ein Totalverlust mit 68 Toten.

### Neunte Unternehmung
Das Boot lief am 7. August 1941 um 19.00 Uhr von Lorient aus und lief am 4. September 1941 um 17.05 Uhr in St. Nazaire ein. Auf dieser 28 Tage dauernden und 4.653 sm langen Unternehmung in den Nordatlantik, wurden keine Schiffe versenkt oder beschädigt.

### Zehnte Unternehmung
Das Boot lief am 4. Oktober 1941 um 16:40 Uhr von St. Nazaire aus und lief am 6. Oktober 1941 wegen eines Defektes am Gruppenhorchgerät wieder dort ein. Es lief am 11. Oktober 1941 um 19:23 Uhr abermals von St. Nazaire aus, und am 16. November 1941 um 10.30 Uhr in Kiel ein. Auf dieser 42 Tage dauernden Unternehmung in den Nordatlantik, wurde ein Zerstörer mit 1.190 t versenkt. U 101 gehörte zur Gruppe mit dem Tarnnamen „Reisswolf“.
- 18. Oktober 1941: Versenkung des britischen Zerstörers Broadwater (Lage) mit 1.190 t. Der Zerstörer wurde mit einem Fächerschuss aus vier Torpedos angegriffen, von denen mindestens einer traf.

## Verbleib
Das Boot wurde am 3. Mai 1945 im Hafenbereich von Neustadt nach Raketentrefferschäden durch vier Flugzeuge vom Typ Hawker Typhoon der britischen Squadron 175 auf den Strand gesetzt und selbst gesprengt.